# Howard Zinn
Howard Zinn (New York, 24 agosto 1922 – Santa Monica, 27 gennaio 2010) è stato uno storico, saggista e attivista statunitense.
È divenuto famoso per la sua opera Storia del popolo americano dal 1492 a oggi, nel quale racconta la storia degli Stati Uniti d'America partendo non dai presidenti o dalla classe dirigente, ma da quelle persone escluse dalla storia ufficiale, ovvero i poveri, i nativi americani, gli schiavi di colore, le donne.
Si descriveva come "qualcosa di anarchico, qualcosa di socialista. Può darsi un socialista democratico". È stato ospite in Italia, dei convegni nazionali dell'associazione Emergency, dai cui palchi ha dialogato dei diritti umani e civili legati alla garanzia di una sanità gratuita e accessibile per tutti i cittadini.

## Biografia

### Origini e formazione
Howard Zinn era nato a Brooklyn in una famiglia di ebrei immigrati. Suo padre, Eddie Zinn, nato nei territori dell'Impero austro-ungarico, emigrò negli Stati Uniti con suo fratello Phil prima dello scoppio della prima guerra mondiale. Jenny Zinn, la madre di Howard, emigrò da Irkutsk, città della Siberia Orientale.
Dopo aver combattuto nella seconda guerra mondiale, operando sui bombardieri nel teatro europeo, alla fine del conflitto era tornato a studiare conseguendo nel 1958 il dottorato in storia alla Columbia University. Successivamente era stato messo a capo del dipartimento di storia dello Spelman College ad Atlanta, in Georgia, dove resterà dal 1956 al 1963.

### L'impegno per i diritti civili
A partire dall'inizio degli anni sessanta aveva preso parte attivamente al movimento per i diritti civili, sia come consigliere per lo Student Nonviolent Coordinating Committee (SNCC) sia partecipando a innumerevoli manifestazioni.

#### Freedom Summer in Mississippi
Zinn è stato anche coinvolto in quella che è diventata nota come "Freedom Summer in Mississippi" nell'estate del 1964. "Freedom Summer" prevedeva di portare 1.000 studenti universitari in Mississippi per lavorare durante l'estate in vari ruoli come attivisti per i diritti civili. Parte del programma prevedeva l'organizzazione di "Freedom Schools". Il suo coinvolgimento includeva proprio lo sviluppo dei corsi per le "Freedom Schools". Preoccupato dalla possibilità che portare 1.000 studenti universitari nel Mississippi per lavorare come attivisti per i diritti civili potesse portare a violenze, Zinn aveva raccomandato di rivolgersi al governatore del Mississippi, Ross Barnett, e al presidente, Lyndon Johnson, per richiedere protezione per i giovani volontari. La protezione non sarà poi disponibile. La pianificazione dell'estate era poi proseguita sotto l'egida del SNCC, del Congresso sull'uguaglianza razziale ("CORE") e del Consiglio delle organizzazioni federate ("COFO").
Il 20 giugno 1964, proprio mentre gli universitari stavano iniziando ad arrivare in Mississippi, il vice dello sceriffo della contea di Neshoba fermò un'auto per una violazione del codice stradale e poi arrestò i tre giovani attivisti nella macchina, James Chaney, Andrew Goodman e Michael Schwerner. Tutti e tre furono poi rilasciati. Mentre tornavano nella vicina Meridian, furono bloccati da due auto cariche di membri del KKK (Ku Klux Klan). Nessuno dei tre fu più sentito fino a quando i loro corpi non furono trovati in una diga di terra due mesi dopo. Erano stati assassinati e l'unico nero tra i tre, James Chaney, era stato mutilato. Zinn e altri rappresentanti dell'SNCC presero parte a un successivo servizio funebre per i tre giovani tenuto presso le rovine della chiesa battista di Mount Zion.
Insieme allo storico Staughton Lynd, Zinn aveva fatto da mentore agli studenti attivisti, tra cui Alice Walker,  che in seguito avrebbe scritto "The Color Purple", e Marian Wright Edelman, fondatrice e presidente del Children's Defense Fund. Edelman ha indicato Zinn come una delle principali persone che hanno avuto influenza nella sua vita.
Sebbene fosse stato un professore di ruolo, Zinn era stato licenziato nel giugno 1963 dallo Spelman College proprio per essersi schierato con gli studenti nella lotta contro la segregazione.  Gli anni di Zinn alla Spelman saranno poi raccontati nella sua autobiografia "You Can't Be Neutral on a Moving Train: A Personal History of Our Times". I suoi sette anni allo Spelman College, dirà Zinn, "sono probabilmente gli anni più interessanti, emozionanti e più educativi per me. Ho imparato di più dai miei studenti di quanto i miei studenti abbiano imparato da me".

#### Freedom Rides
Mentre viveva in Georgia, Zinn aveva scritto di aver osservato 30 violazioni del primo e del quattordicesimo emendamento alla Costituzione degli Stati Uniti ad Albany, compresi i diritti alla libertà di parola, libertà di riunione e pari protezione ai sensi della legge. In un articolo sul movimento per i diritti civili ad Albany, Zinn aveva descritto le persone che avevano partecipato ai "Freedom Rides" per porre fine alla segregazione e la riluttanza del presidente John F. Kennedy a far rispettare la legge. Zinn ha anche osservato che il Dipartimento di Giustizia sotto Robert F. Kennedy e il Federal Bureau of Investigation, guidato da J. Edgar Hoover, avevano fatto poco per fermare i segregazionisti da brutalizzare attivisti per i diritti civili.
Nel 2005, quarantuno anni dopo essere stato licenziato dalla Spelman, Zinn era tornato al college dove gli era stato conferito un dottorato onorario in lettere umanitarie. Aveva pronunciato il discorso di apertura intitolato "Contro lo scoraggiamento",  sostenendo che "la lezione di quella storia è che non devi disperare, che se hai ragione e insisti, le cose cambieranno. Il governo può cercare di ingannare la gente, e anche i giornali e la televisione possono fare lo stesso, ma la verità ha un modo per venire fuori. La verità ha un potere maggiore di cento bugie".
Dopo aver perso l'incarico allo Spelman College, nel 1964 Zinn era entrato nel Dipartimento di Scienze Politiche dell'Università di Boston; le sue lezioni sulle libertà civili erano le più popolari tra i corsi non obbligatori offerti dall'università.

### Contro le guerre
Zinn ha scritto uno dei primi libri che chiedevano il ritiro degli Stati Uniti dalla guerra in Vietnam: "Vietnam. The Logic of Withdrawal", edito da Beacon Press nel 1967 sulla base di suoi articoli pubblicati in Commonweal, The Nation e Ramparts.
Secondo Noam Chomsky, "The Logic of Withdrawal" è stato il libro più importante di Zinn: "È stata la prima persona a dire - ad alta voce, pubblicamente, in modo molto persuasivo - che questo deve semplicemente finire; dovremmo uscire, punto, senza condizioni; non abbiamo il diritto di essere lì; è un atto di aggressione; tirare fuori. All'epoca era così sorprendente che non ci fosse nemmeno una recensione del libro. In effetti, mi ha chiesto se volevo recensirlo su Ramparts solo per far conoscere il libro".
Tra i suoi sforzi, oltre agli articoli e alla partecipazione alle manifestazioni contro la guerra, va citato l'appoggio dato a Daniel Ellsberg relativamente ai Pentagon Papers, lo studio segreto sulla storia del coinvolgimento americano nella guerra del Vietnam commissionato dal Segretario alla Difesa Robert McNamara nel 1967, la cui diffusione nel 1971 mise in grave imbarazzo lo sforzo bellico del governo degli Stati Uniti.
Nel dicembre 1969, gli storici radicali tentarono senza successo di persuadere l'American Historical Association ad approvare una risoluzione contro la guerra del Vietnam. "Una debacle si è svolta quando lo storico di Harvard (e presidente dell'AHA nel 1968) John Fairbank ha letteralmente strappato il microfono dalle mani di Zinn".
Negli anni successivi, Zinn è stato consigliere del Disarm Education Fund.

### Gli ultimi anni e la morte
Durante le elezioni politiche in Italia del 2008 ha firmato, insieme ad altri grandi nomi della cultura e della politica internazionale (tra cui Ken Loach, Noam Chomsky, Richard Stallman, Michel Onfray, Gilbert Achcar, Daniel Bensaïd e altri), un appello al voto per il movimento politico Sinistra Critica.
È scomparso il 27 gennaio 2010 all'età di 87 anni.

## Vita privata
Zinn ha sposato Roslyn Shechter nel 1944. Sono rimasti sposati fino alla sua morte nel 2008. Hanno avuto una figlia, Myla, e un figlio, Jeff.

## Opere
- Storia del popolo americano dal 1492 a oggi
- Democrazia e Libertà
- Non in nostro Nome
- Dissento
- Il Fantasma del Vietnam
- La guerra giusta (prefazione di Gino Strada)
- Just War
- Disobbedienza e democrazia